# Manuel Fernando Lustosa de Lima
Manuel Fernando Lustosa de Lima (Milagres, 30 de maio de 1846 — Rio de Janeiro, 8 de dezembro de 1900), ou apenas Monsenhor Fernando Lustosa, foi sacerdote da Igreja Católica no Brasil. Presbítero do clero secular, atuou em diversas cidades do nordeste e no Rio de Janeiro.

## Biografia
Nasceu na freguesia de Milagres, Ceará, filho do alferes Manuel Francisco de Lima, de Pernambuco, e de Isabel Maria da Ressurreição Lustosa, natural de Patos, Paraíba, para onde sua família se transferiu pouco depois. Aos dez anos de idade, deu início à sua alfabetização, estudando também latim e francês.
Em 1862, mudou-se para São José de Mipibu, Rio Grande do Norte, onde, sob a proteção de seu tio materno, padre Gregório Ferreira Lustosa, vigário colado, deu continuidade aos seus estudos de línguas estrangeiras. No ano seguinte, entrou para o Seminário de Olinda, onde cursou os preparatórios e teologia. Ainda enquanto estudante, durante seu segundo ano, em 5 de agosto de 1865, foi nomeado capelão da Sé de Olinda. Seu irmão Vicente Ferreira Lustosa de Lima também seguiria vida religiosa.
Terminado o curso teológico em 1867, não pôde ser ordenado devido à sua pouca idade. O presbiterato só viria em 22 de maio de 1869, pelas mãos do bispo D. Francisco Cardoso Aires. Em 22 de junho, foi nomeado coadjutor da freguesia de Santa Maria Madalena, em Teixeira, Paraíba, onde esteve até 16 de março de 1870, quando foi nomeado vigário da freguesia de Nossa Senhora do Ó, da vila de Papari (atual Nísia Floresta), Rio Grande do Norte. Em 1873, foi encarregado de reger cumulativamente a freguesia adjacente de São João Batista, em Arez. É interessante notar que a vila de Papari era vizinha a São José de Mipibu, domínio do tio de Manuel Fernando, o padre Gregório Lustosa.
Em 30 de setembro de 1878, foi nomeado vigário da freguesia de São Gonçalo do Amarante. Posteriormente, em 10 de março de 1880, mediante concurso, passou para a condição de vigário colado da mesma freguesia. Em 1882, empreendeu a reconstrução da igreja matriz de sua freguesia, erguida em 1719, e, logo em seguida, deu início à construção do templo de Nossa Senhora da Conceição de Macaíba, povoado da mesma freguesia de São Gonçalo, para onde foi transferida a sede da freguesia e sua igreja elevada a matriz, sendo também o povoado elevado à categoria de cidade.
Questões de saúde, no entanto, levaram Manuel Fernando a abrir mão de seu benefício eclesiástico e transferir-se para o Rio de Janeiro, no início de 1886. Logo, em 28 de abril, foi encarregado da direção espiritual do Asilo Agrícola de Santa Isabel do Desengano, colônia criada pela Associação Protetora da Infância Desamparada para educação de menores voltada ao trabalho rural. Permaneceu neste cargo até janeiro de 1888, quando foi nomeado pároco da vila de Santo Antônio do Rio Bonito (atual Conservatória, distrito de Valença). Em 16 de novembro, recebeu o título de Camareiro Secreto Supranumerário de Sua Santidade, o papa Leão XIII.
Foi removido, em 15 de janeiro de 1892, para a freguesia de São Sebastião de Barra Mansa e, a partir de fevereiro, foi incubido de reger cumulativamente a de Nossa Senhora do Rosário de Quatis. No mesmo ano, empreendeu dispendiosa reforma da igreja matriz.
A partir de 13 de fevereiro de 1900, passou a reger cumulativamente as freguesias de São Sebastião da Barra Mansa e do Divino Espírito Santo, do atual distrito de Rialto. Foi no fim deste ano, em 8 de dezembro, que se deu sua morte repentina, enquanto oficiava na festa da Imaculada Conceição.